# SIG SG 540
El SG 540 es un fusil de asalto de calibre 5,56 mm desarrollado a principios de la década de 1970 por la Schweizerische Industrie Gesellschaft (Actualmente SAN Swiss Arms AG), ubicada en Neuhausen, Suiza.

## Historia
El trabajo en una nueva generación de fusiles ligeros que disparasen balas de 5,56 mm comenzó en SIG en la década de 1960 y concluyó en un diseño infructuoso denominado SG 530-1, el cual poseía un mecanismo de recarga accionada por gas y retroceso retardado mediante rodillos, que resultó muy complicado y caro de fabricar. Como resultado, en 1969 SIG prefirió desechar el mencionado modelo y optó por diseñar otro fusil más robusto y simple, con un mecanismo de recarga accionada por gas mediante pistón (derivado del fusil de asalto soviético AK-47 de 7,62 mm). Esta combinación fue exitosa y el fusil entró en producción.
La producción comenzó entre 1973 y 1974, pero, debido a restricciones federales suizas en cuanto a la exportación de armas de fuego, la fabricación tuvo que ser ejecutada en las instalaciones de MANURHIN (Manufacture de Machines du Haut Rhin), ubicada en Mulhouse, France. 
El SG 540 y sus variantes han entrado en servicio con las fuerzas armadas de varios países en África, Asia y Sudamérica, como también en muchas instituciones paramilitares. En 1988, la fábrica estatal de defensa Portuguesa, INDEP compró la licencia para fabricar la carabina SG 543 para las fuerzas armadas de su país. En la actualidad, solo los modelos SG 540, SG 542 y SG 543-1 son fabricados en Chile, bajo la licencia de FAMAE para las Fuerzas Armadas de Chile y se encuentra en desarrollo una actualización de los modelos SG-540-1 (denominado ahora SG 540-1M) y SG 542-1 (ahora SG 542-1M) incluyendo culata retráctil, cargador STANAG, rieles Picatinny entre otras mejoras.
Basándose en el diseño del SG 540, FAMAE desarrolló un subfusil de calibre 9 mm, conocido como FAMAE SAF, el cual es empleado en diversas instituciones gubernamentales tanto en Chile, como en Argentina, Brasil y Portugal.

## Variantes
Las diferencias entre el SG 542 y el SG 540 son básicamente el resultado de adoptar un cartucho de fusil más poderoso. El SG 542 usa cargadores de 20 y 30 cartuchos (también se fabricaron cargadores de 5 y 10 cartuchos).
La carabina SG 543 es una versión más corta del SG 540, el cual fue modificado con un cañón recortado de 300 mm, un cilindro de gas más corto y un guardamanos adecuado al tamaño del arma. El SG 543 carece del bípode integrado de las variantes SG 540 y SG 542. El cañón acortado del SG 543 le impide disparar granadas de fusil.

## Usuarios
- Argentina:FAMAE SG 540-1 y FAMAE SG 543-1 usadas por el servicio penitenciario federal.[1]
- Burkina Faso[2]
- Bolivia: Utiliza el SIG- 542-1 y el SiG 540.
- Camerún[2]
- Chad: Utiliza la variante SG 542.[2]
- SG 540-1M actualizado por Famae Chile: FAMAE fabrica fusiles y piezas de la familia 540 y 550.[3] Además, fue el fusil estándar del Ejército de Chile hasta la entrada del fusil de asalto  Galil ACE.[4][5][6][7][8]
- Costa de Marfil[2]
- Ecuador[2]

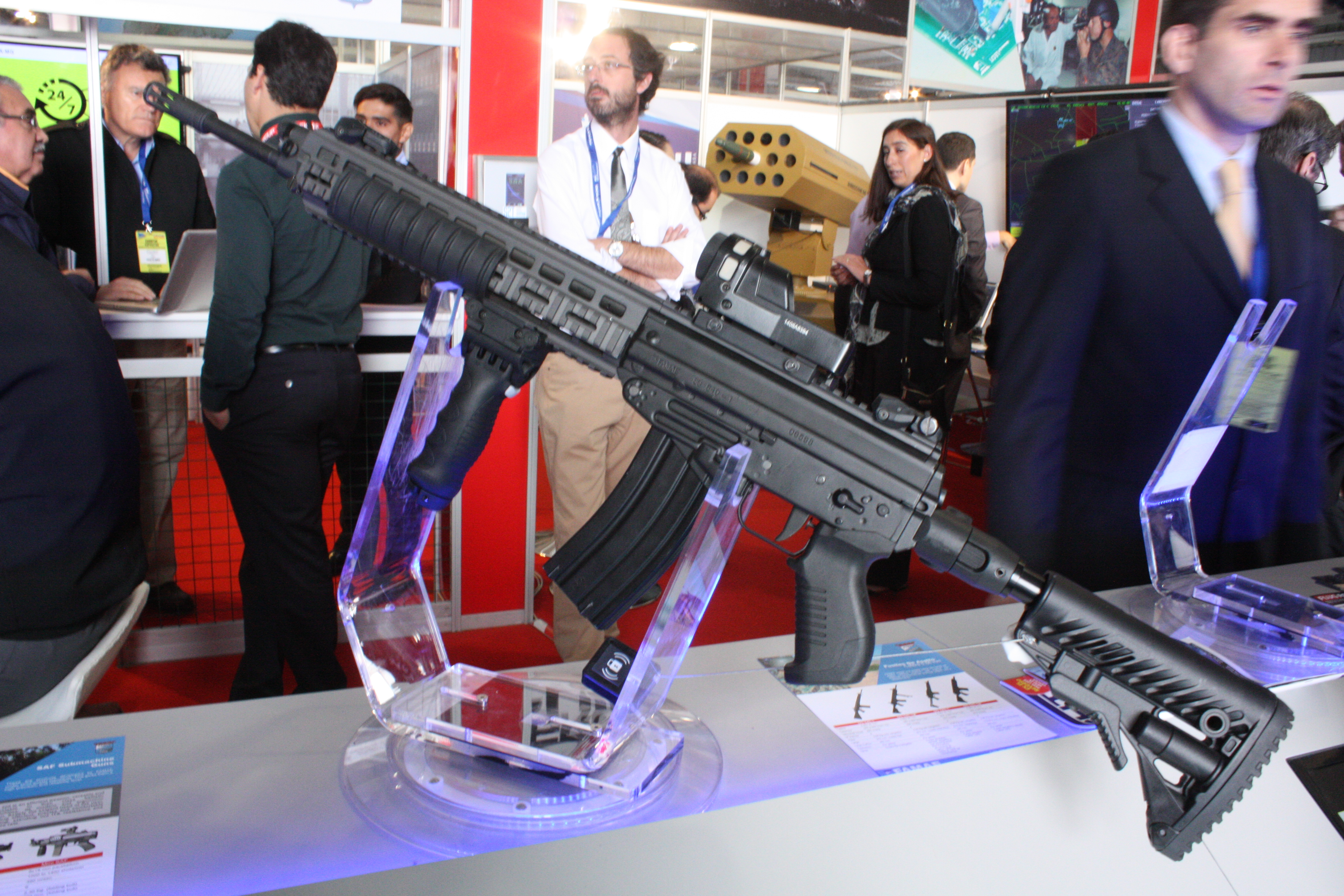
SG 540-1M actualizado por Famae

- Francia: Producido bajo licencia por Manurhin y estuvo temporalmente en servicio con el Ejército de Francia.[7] Reemplazado por el FAMAS a principios de los 1980s.[7]
- Gabón[2]
- Líbano[2]
- Mauricio[2]
- Nicaragua[2]
- Nigeria[2]
- Omán[2]
- Paraguay[2]
- Portugal[7]
- República Democrática del Congo[2]
- Senegal[2]
- Seychelles[2]
- Suazilandia[2]
- Colombia Utilizado por las FARC-EP
- Togo[2]
- Yibuti[2]